# Рыбкин, Анатолий Петрович
Рыбкин Анатолий Петрович (род. 10 января 1949 года) — художник-живописец, член-корреспондент Российской академии художеств (2011), действительный член Петровской академии наук и искусств, заслуженный художник Российской Федерации (2009), Народный художник Чувашской Республики (2005), доцент.

## Биография
Родился 10 января 1949 года в деревне Вурманкасы Мариинско-Посадского района Чувашии.
Учился в Тогаевской восьмилетней школе. После окончания школы в 1964 году поступил учиться в Мариинско-Посадское ГПТУ-11, где в 1966 году получил специальность столяра-мебельщика и до 1969 года работал в Удмуртии на Сарапульском лесокомбинате.
Позднее учился в Чебоксарском художественном училище и в Институте живописи, скульптуры и архитектуры им. И. Е. Репина Академии Художеств СССР в Ленинграде. В 1980 году он работает художником по оформлению Олимпиады-80 в Москве.
С 1988 по 1991 год работал в творческой мастерской живописи под руководством народного художника России, академика А. П. Левитина в Сибирско-Дальневосточном отделении Академии художеств СССР в Красноярске. В 1991 году возвращается в Санкт-Петербург.
В 1993 и 1995 годах был приглашен во Францию, где проработал в международной мастерской художников в Провансе.

## Работы
В 1985 году за серию работ «Земля Астраханская» и «Люди Чукотки» А. П. Рыбкин стал лауреатом премии Ленинградского Комсомола.
В 1998 году в Москве в Государственной Третьяковской галерее была устроена выставка «Индия глазами российских художников».
Его работы представлены в Дирекции выставок СПб Союза Художников, Дирекции выставок Союза Художников России (Москва), Министерства Культуры России, Научно-исследовательском музее Российской Академии художеств, Художественном салоне «Русский портрет» (СПб), в частных коллекциях А. Пугачёвой, И.Резника, А.Собчака, вице-консула Германии, директора Cirel во Франции, вице-мэра Москвы, депутатов Государственной Думы, в частных коллекциях Франции, Голландии, Швеции, Китая, Венгрии и др.
На родине художника, в собрании Чувашского государственного художественного музея, хранится 20 живописных произведений.

## Основные выставки
«День приходящий». Художественный салон «Русский портрет». СПб. Апрель 2006.
Персональная выставка к 60-летию со дня рождения. Чувашский государственный художественный музей. Чебоксары. 2006.
Выставка произведений художников Анатолия Рыбкина и Ивана Мельникова. Выставочный центр СПб Союза художников, СПб. 2012.
Выставка произведений художников Анатолия Рыбкина и Ивана Мельникова. Мордовский республиканский музей изобразительных искусств им. С. Д. Эрьзи. Февраль 2012.
«Индия глазами чувашских художников. Анатолий Рыбкин и Георгий Фомиряков». Культурно-выставочный центр «Радуга», Чебоксары. 3-30.12. 2012.
 «Мой добрый старый дом». Выставочные залы Российской академии художеств, Москва. 10-24.06. 2014.
 «Мой добрый старый дом». Чувашский государственный художественный музей, Чебоксары. 10.04.-30.04.2014.